# نتورک‌منیجر
نتورک منجر (به انگلیسی: NetworkManager) یک نرم‌افزار در جهت آسان نمودن استفاده از شبکه‌های رایانه‌ای برای سیستم‌های شبه یونیکس است. شرکت ردهت در سال ۲۰۰۴ میلادی پروژه نتورک منجر را با هدف ساده‌سازی ارتباط کاربران لینوکس با نیازهای جدید شبکه‌ای به خصوص شبکه‌های بیسیم آغاز نمود.